# Эммих, Отто фон
Отто фон Эммих (нем. Otto von Emmich; 4 августа 1848, Минден — 22 декабря 1915, Ганновер) — германский военный деятель, генерал пехоты.

## Биография
Родился в Миндене в 1848 году, в 1866 году поступил на службу в армию, в 55-й пехотный полк. Участвовал в франко-прусской войне. С 1872 года адъютант различных пехотных подразделений. В 1897 году назначен командиром 114-го пехотного полка, в 1905 году командир 10-й пехотной дивизии. В 1909 году являлся командиром 10-го армейского корпуса, с которым вступил в Первую мировую войну. После начала боевых действий Эммих возглавил сводный отряд немецких войск (Мааская армия), которая штурмовала бельгийскую крепость Льеж. После взятия города, первым из германских генералов был удостоен награды Pour le Mérite во время Первой мировой войны. В начале 1915 года корпус Эммиха был переброшен на Восточный фронт и вошёл в состав 11-й армии. Эммих принял участие в успешной операции по прорыву русского фронта у Горлице. Активный участник Люблин-Холмского сражения в июле 1915 г.